# Raparna minima
Raparna minima là một loài bướm đêm trong họ Noctuidae.